# Médaille du pèlerin de Jérusalem
La médaille du pèlerin de Jérusalem (en latin : Signum sacri itineris hierosolymitani, ou aussi en français la Croix léonine ou encore Décoration du Pape Léon XIII) est une décoration papale, dont l'attribution est instituée en 1901 par le pape Léon XIII. Le droit de décerner cette récompense est confié au custode franciscain de Terre sainte. Cette distinction est décernée aux pèlerins qui ont visité la Terre sainte et qui ont contribué aux besoins de la custodie franciscaine de Terre sainte. Elle existe en trois grades, bronze, argent et or.

## Histoire
La Médaille du pèlerin de Jérusalem est créée par le pape Léon XIII le 2 mai 1901 en l'honneur de ceux qui entreprennent un pèlerinage vers les lieux saints chrétiens de Palestine.
Un certificat d'un prêtre de la paroisse d'origine du pèlerin était autrefois nécessaire pour attester la moralité du candidat, et pour certifier la piété guidant son voyage. Depuis 2015, ce certificat n'est plus nécessaire. La médaille n'est jamais envoyée et ne peut être conférée qu'au bureau de la custodie de Terre sainte, à Jérusalem, au nom du souverain pontife. Le grade de la médaille dépend du nombre de pèlerinages que le récipiendaire a entrepris en Terre sainte.

## Insignes
La médaille consiste en une croix de Jérusalem en or, en argent ou en bronze. Le centre de l'avers représente le portrait pu Pape Léon XIII, surmonté par l'inscription latine LEO XIII CREAVIT ANNO MCM (Léon XIII a créé [cette médaille] en 1900). Dans les barres transversales, il y a quatre scènes bibliques montrant la jeunesse et le ministère de Jésus avec l'inscription CHRISTI AMOR CRUCIFIXI TRAXIT NOS (L'amour du Christ crucifié nous attire) :
- L'Annonciation
- La Nativité
- Le Baptême de Jésus
- L'Eucharistie

Au centre du revers se trouve une représentation du Christ ressuscité. Les barres transversales représentent quatre scène de la Passion du Christ
avec l'inscription latine SIGNUM SACRI ITINERIS HIEROSOL[YMITANI] (Signe du saint voyage de Jérusalem) :
- Jésus priant au jardin des oliviers
- Flagellation du Christ
- Jésus portant la couronne d'épines
- Crucifixion

La croix est suspendue à un ruban de soie rouge avec quatre bandes bleues au milieu. Sur les bords de chaque côté se trouve une bande blanche interrompue par une barre jaune foncé.